# Realschule Wiener Neustadt

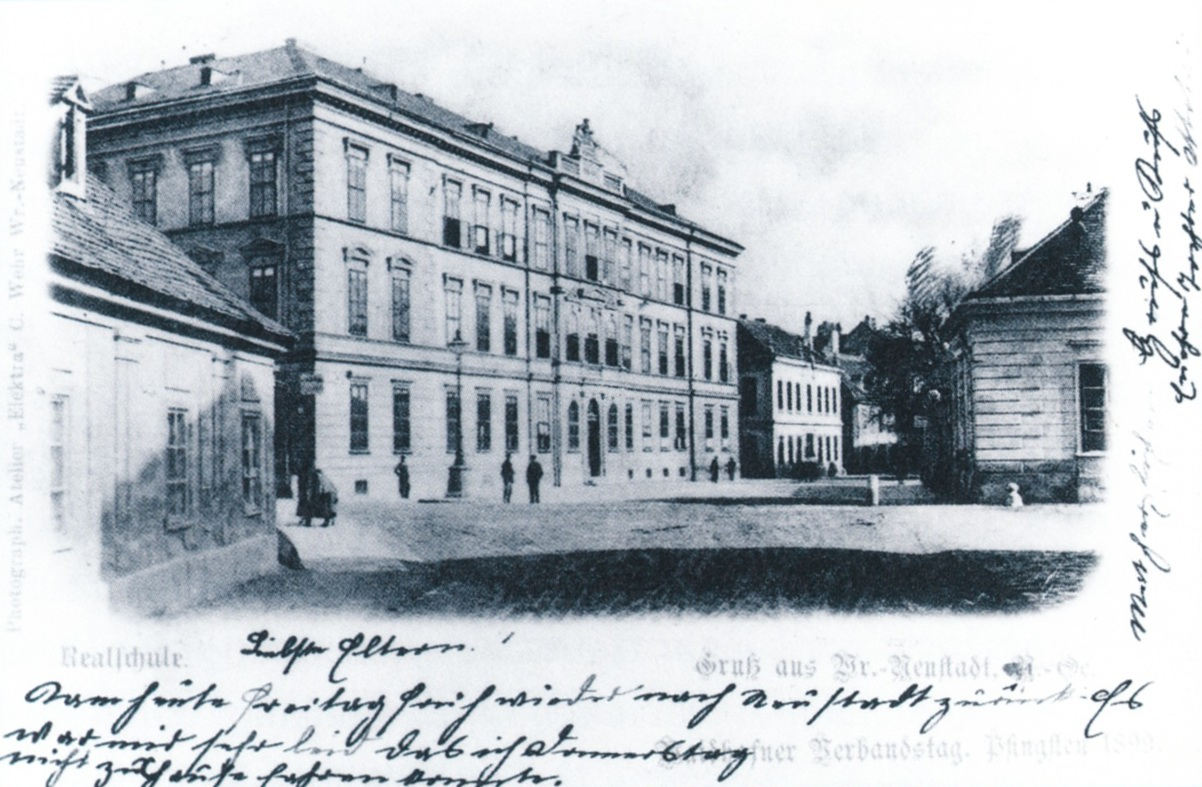
Das Realschulgebäude zur Zeit der Gründung

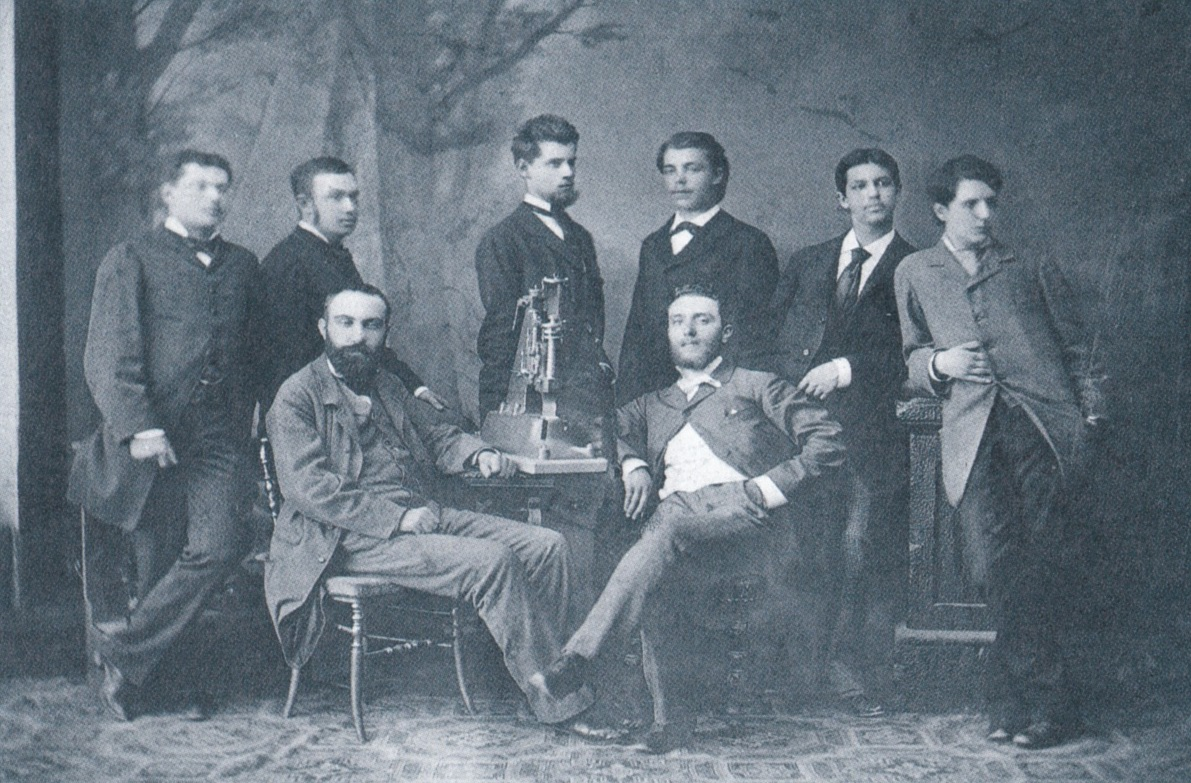
Erste Absolventen mit verpflichtender Abschlussprüfung (Schuljahr 1880/81)

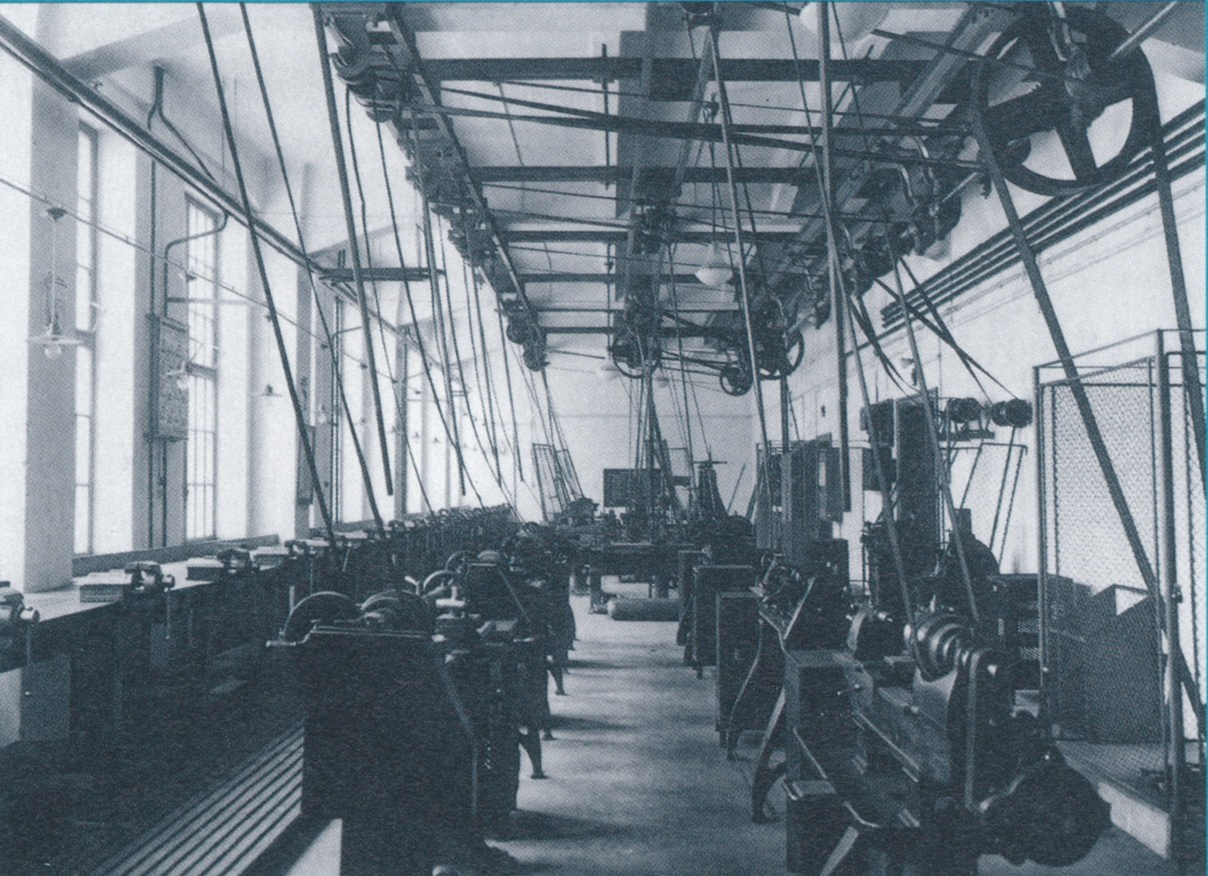
Die Lehrwerkstätten im Jahr 1929

Die Realschule Wiener Neustadt war eine Realschule ist der Stadt Wiener Neustadt in Niederösterreich.

## Geschichte
Im Zuge des Entwicklung der Stadt Wiener Neustadt zur Industriestadt entstand die Notwendigkeit der Gründung einer technischen Realschule. Mit Bürgermeister Felix Mießl wurde 1841 die erste Klasse einer dreijährigen Unter-Realschule eröffnet. Als Teil der k. u. k. Haupt- und vollständigen Unterrealschule besuchten 1862/1863 ungefähr 1800 die Schule, davon besuchten 117 Schüler von 11 bis 17 Jahren die dreijährige Unterrealschule. Mit der Gründung der Oberrealschule im Jahre 1863 wurde die Unterrealschule von der Kreishauptschule abgetrennt. Die feierliche Eröffnung mit vier Klassen war am 19. Oktober 1863 in den Räumlichkeiten der Unterrealschule im ehemaligen Karmelitinnenkloster in der heutigen Herzog-Leopold-Straße. 1864/1865 wurde der Realschule die Gewerbliche Fortbildungsschule für Lehrlinge angegliedert und nun mit N.Ö. Landes-Oberreal- u. Gewerbeschule bezeichnet. 1865/1866 erhielt die Schule das Recht Maturitätsprüfungen abzuhalten und Prüfungen zur Bedienung und Überwachung von Dampfmaschinen und Dampfkesseln sowie zur Führung von Lokomotiven abzunehmen. Um wegen zunehmender Schülerzahl die wachsende Raumnot zu lösen, beschloss der Gemeinderat am 24. August 1871 die Errichtung eines Realschulgebäudes. Der Niederösterreichische Landtag beschloss im Dezember 1872 die Angliederung einer dreijährigen Fachschule für Maschinenwesen. Das neue Realschulgebäude wurde in der Herzog-Leopold-Straße im Bereich des ehemaligen Wassergraben vor der Festungsmauer auf Piloten errichtet. Am 15. November 1874, am Tag des niederösterreichischen Landespatrons, erfolgte die feierliche Eröffnung der Schule, die bis 1981 bestand, aber wegen der verfaulten Piloten einsturzgefährdet war und danach demoliert wurde. Danach wurde an diesem Platz das BORG Wiener Neustadt errichtet. Die Symbiose einer gemeinsamen Realschule und Maschinenschule bestand bis 1941 und löste sich langsam bis zur endgültigen Trennung in ganz getrenntem Gebäude, Lehrkörper und Direktion im Jahr 1975 in zwei Schulen auf: In das Bundesrealgymnasium Gröhrmühlgasse und in die Höhere Technische Bundeslehr- und Versuchsanstalt Wiener Neustadt.

## Direktoren
- 1863–1868 Ignaz Obermüller (N.Ö. Landes-Oberrealschule)[1]
- 1868–1874 Heinrich Schramm[2][3]
  - Die allgemeine Bewegung der Materie als Grundursache aller Naturerscheinungen. 1872.[4]
- 1874–1894 Andreas Pötschko
- 1894–1902 Norbert Kirchberger
- 1902 Leopold Eigner
- 1902–1905 Anton Nagele
- 1905–1906 Martin Spiegel
- 1906–1925 Karl Prokopp
- 1925–1930 Adalbert Irsigler
- 1930–1934 Franz Pieschl
- 1934–1935 Adolf Silberbauer
- 1935–1938 Hans Kellerer
- 1938–1943 Max Lipp

## Schüler
- Josef Pürzl (1852–1930) Maturajahrgang 1870, späthistoristischer Architekt
- Rudolf Steiner (1861–1925) Maturajahrgang 1879, Schulgründer und Bildungsreformer
- Richard von Foregger (1872–1960) Maturajahrgang 1890, österreichisch-amerikanischer Chemiker
- Vinzenz Kotzina (1908–1988) Maturajahrgang 1926, Jurist und Politiker (ÖVP)
- Stephan Koren (1919–1988) Maturajahrgang 1938, Staatssekretär, Finanzminister, Nationalratsabgeordneter